# Mario Jelavić
Mario Jelavić (* 20. August 1993 in Split) ist ein kroatischer Fußballspieler.

## Karriere
Jelavić begann das Fußballspielen NK Omiš. Ab 2008 spielte er für Hajduk Split. Ab der Saison 2011/12 stand er im Profikader. Im Januar 2013 wechselte er innerhalb der Hrvatska Nogometna Liga zum NK Slaven Belupo Koprivnica. Nach einem halben Jahr wechselte er in die 2. Fußball-Bundesliga zum VfL Bochum. Er unterschrieb einen Zwei-Jahres-Vertrag.